# 2009年贾姆鲁德清真寺爆炸案
2009年贾姆鲁德清真寺爆炸案是於2009年3月27日在巴基斯坦联邦直辖部落地区贾姆鲁德镇一座清真寺内發生的自杀式炸弹袭击事件。事件发生前，一名自杀式袭击者携带炸药进入该清真寺内，当时共有250名穆斯林在清真寺内做祈祷。自杀式袭击者引爆炸弹后，造成整座清真寺倒塌，并造成至少50人死亡、70多人受伤。